# Jouancy
Jouancy es una localidad y comuna francesa situada en la región de Borgoña, departamento de Yonne, en el distrito de Avallon y cantón de Noyers-sur-Serein. Al sur de Noyers-sur-Serein, dominando el valle de Serein, esta comuna es la más pequeña del departamento.

## Demografía
| 151 | 182 | 190 | 164 | 152 | 156 | 146 | 144 | 116 | 123 | 118 | 111 | 110 | 104 | 109 | 101 | 104 | 94 | 92 | 76 | 68 | 61 | 54 | 69 | 71 | 65 | 44 | 43 | 28 | 29 | 22 | 24 | 32 |
| Para los censos de 1962 a 1999 la población legal corresponde a la población sin duplicidades (Fuente: INSEE [Consultar]) |     |     |     |     |     |     |     |     |     |     |     |     |     |     |     |     |    |    |    |    |    |    |    |    |    |    |    |    |    |    |    |    |

## Lugares de interés
- Château del siglo XV, con tejas esmaltadas, clasificado monumento histórico. Se trata de una propiedad privada.
- Cruz del camino a Jouancy del siglo XIX.
- Iglesia parroquial del siglo XII. La nave data del siglo XII, su pórtico es similar, por la estructura y el decorado, al de la iglesia de Censy. El antecoro, el coro, la capilla izquierda y la base de la torre-campanario, de construcción homogénea, pueden ser datados en la primera mitad del siglo XVI. Las partes altas del campanario se rehicieron al final del siglo XVIII o a principios del XIX, así como la sacristía.